# Mistrzostwa Europy w Lekkoatletyce 1962 – skok w dal mężczyzn

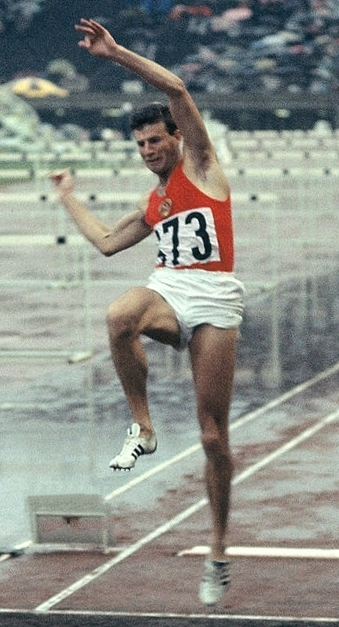
Igor Ter-Owanesian

Skok w dal mężczyzn był jedną z konkurencji rozgrywanych podczas VII Mistrzostw Europy w Belgradzie. Kwalifikacje rozegrano 13 września, a finał 14 września 1962. Zwycięzcą tej konkurencji został reprezentant ZSRR, mistrz z 1958 Igor Ter-Owanesian. W rywalizacji wzięło udział dwudziestu zawodników z trzynastu reprezentacji.

## Rekordy
| Rekord świata     | Igor Ter-Owanesian (SUN) | 8,31 | Erywań, ZSRR       | 10.06.1962 |
| Rekord Europy     | Igor Ter-Owanesian (SUN) | 8,31 | Erywań, ZSRR       | 10.06.1962 |
| Rekord mistrzostw | Igor Ter-Owanesian (SUN) | 7,81 | Sztokholm, Szwecja | 20.08.1958 |

## Wyniki

### Kwalifikacje
| Miejsce | Zawodnik            | Wynik | Uwagi |
| ------- | ------------------- | ----- | ----- |
| 1       | Igor Ter-Owanesian  | 7,82  | Q CR  |
| 2       | Dmytro Bondarenko   | 7,67  | Q     |
| 3       | Jorma Valkama       | 7,65  | Q     |
| 4       | Pentti Eskola       | 7,62  | Q     |
| 5       | Ali Brakchi         | 7,57  | Q     |
| 6       | Rainer Stenius      | 7,51  | Q     |
| 7       | Waldemar Gawron     | 7,49  | Q     |
| 8       | Iwan Iwanow         | 7,45  | Q     |
| 9       | Klaus Beer          | 7,45  | Q     |
| 10      | Henrik Kalocsai     | 7,41  | Q     |
| 11      | John Howell         | 7,37  | Q     |
| 12      | Lynn Davies         | 7,37  | Q     |
| 13      | Wolfgang Klein      | 7,36  |       |
| 14      | Mihai Calnicov      | 7,32  |       |
| 15      | Luis Felipe Areta   | 7,27  |       |
| 16      | Pedro de Almeida    | 7,23  |       |
| 17      | John Morbey         | 7,12  |       |
| 18      | Alain Veron         | 7,09  |       |
| 19      | Pierre Schneidegger | 7,06  |       |
| 20      | Branislav Munjić    | 7,01  |       |

### Finał
| Miejsce | Zawodnik           | Wynik | Uwagi      |
| ------- | ------------------ | ----- | ---------- |
| 1       | Igor Ter-Owanesian | 8,19  | Wiatr +3,2 |
| 2       | Rainer Stenius     | 7,85  |            |
| 3       | Pentti Eskola      | 7,85  |            |
| 4       | Dmytro Bondarenko  | 7,83  |            |
| 5       | Waldemar Gawron    | 7,73  |            |
| 6       | Henrik Kalocsai    | 7,66  |            |
| 7       | Klaus Beer         | 7,52  |            |
| 8       | Ali Brakchi        | 7,41  |            |
| 9       | John Howell        | 7,40  |            |
| 10      | Iwan Iwanow        | 7,33  |            |
| 11      | Lynn Davies        | 7,33  |            |
| 12      | Jorma Valkama      | 6,78  |            |